# Schloss Berg (Luxemburg)

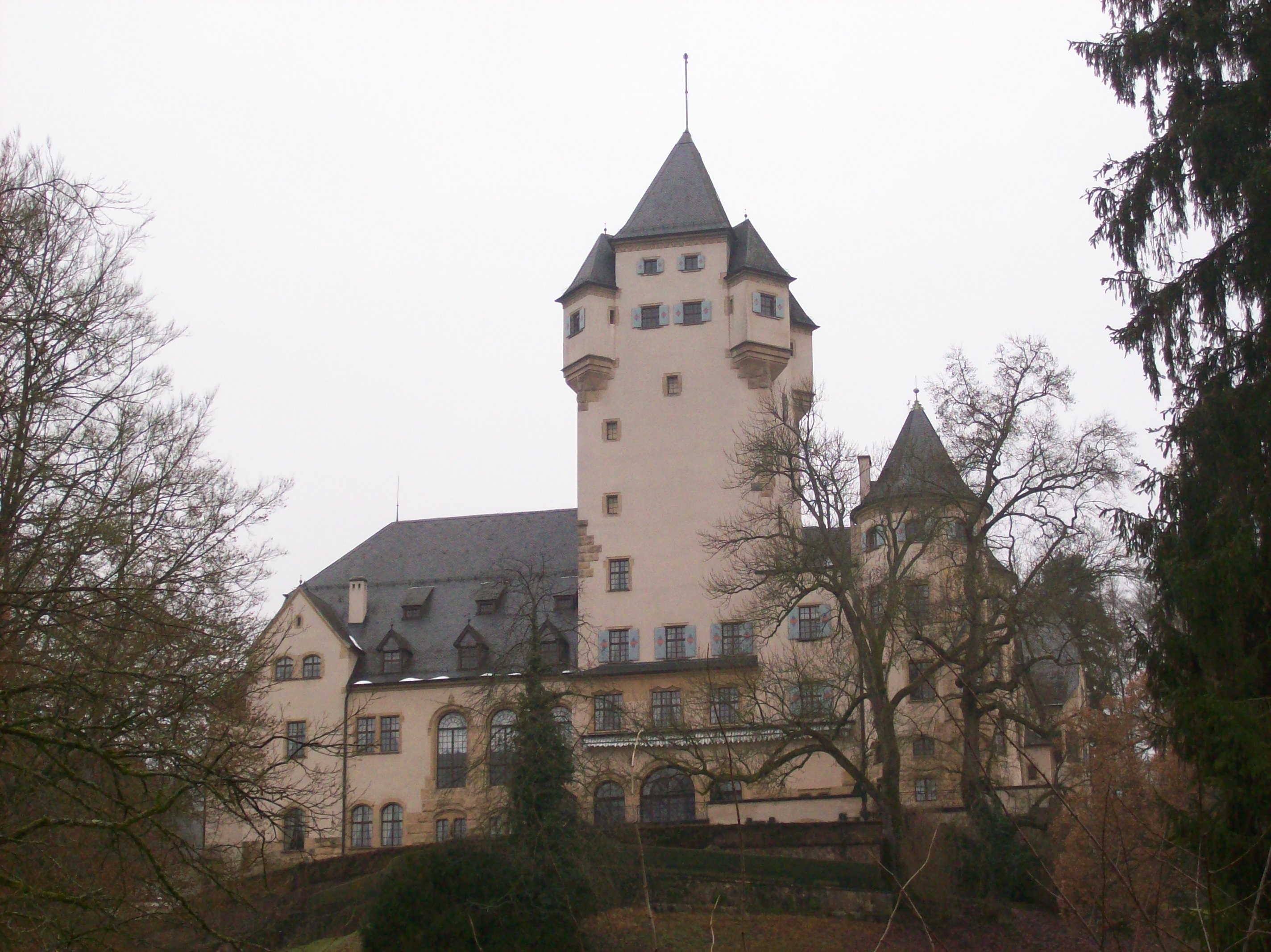
Schloss Berg, Residenz der großherzoglichen Familie.

Schloss Berg befindet sich in Colmar-Berg und ist die Hauptresidenz des Großherzogs von Luxemburg.

## Geschichte
Durch die Belgische Revolution, an der sich Luxemburg beteiligte, wurde das Land von den Niederlanden getrennt, verblieb jedoch in Personalunion mit dem niederländischen Königshaus. Durch die Trennung verringerte sich auch der Einfluss des Königs auf die Festung Luxemburg. In der Hoffnung, dass die Trennung die größtenteils katholische luxemburgische Bevölkerung beschwichtigen würde, machte sich König Wilhelm II. auf die Suche nach einer passenden Residenz in Luxemburg und erwarb das Grundstück in Colmar-Berg 1845 von den Pasquier. Durch die neue Verfassung von 1848 wurde das Schloss als exklusive Residenz des Großherzogs bestätigt.
1890 starb Wilhelm III., der keine männlichen Nachfolger hinterließ. Wegen der in Luxemburg geltenden Lex Salica löste sich die Verbindung mit dem niederländischen Königshaus, und die Großherzogswürde ging auf eine andere Linie des Hauses Nassau über: Es folgte ihm der ehemalige nassauische Herzog Adolf I. 1906 ließ sein Nachfolger Großherzog Wilhelm IV. das alte Schloss abreißen und ein neues an gleicher Stelle errichten. Die Arbeiten an dem vom Münchener Architekten Max Ostenrieder und dem Luxemburger Pierre Funck-Eydt entworfenen Schloss begannen 1907 und wurden am 9. September 1911 abgeschlossen. Als Vorbild für den Turm diente der ebenfalls von Max Ostenrieder entworfene Turm (1901) von Schloss Kospoda in Thüringen. Seitdem ist Schloss Berg Hauptresidenz der großherzoglichen Familie.
Während der Weltwirtschaftskrise geriet auch die großherzogliche Familie in finanzielle Nöte. Großherzogin Charlotte suchte nach einer Vereinbarung mit der Luxemburger Regierung, wonach man private Besitztümer an den Staat veräußern könne und dieser dann wiederum der großherzoglichen Familie zur Verfügung stelle. 1934 wurde dieses Abkommen für Schloss Berg sowie Teile des Grünewalds beschlossen. Ein ähnlicher Handel gilt für das Großherzogliche Palais in Luxemburg-Stadt. Das Recht, diese Gebäude zu nutzen, wurde in Artikel 44 der luxemburgischen Verfassung normiert.
Während des Zweiten Weltkriegs wurde das Schloss von den Besatzern beschlagnahmt. 1941 wurde dort eine Nationalpolitische Erziehungsanstalt für Mädchen eingerichtet. Diese bestand bis August 1944 unter der Bezeichnung Nationalpolitische Erziehungsanstalt Kolmar-Berg und wurde hauptsächlich von deutschen Schülerinnen besucht.
In dieser Zeit wurden auch die wertvollsten Kunstwerke aus dem Schloss entwendet. Die Wiederherstellungs- und Renovierungsarbeiten nach dem Krieg beanspruchten mehrere Jahre, und das Schloss wurde erst nach der Thronübernahme durch Großherzog Jean im Jahr 1964 wieder genutzt. Bis dahin lebte die großherzogliche Familie in Schloss Fischbach, das seine Mutter, Großherzogin Charlotte, bevorzugte.

## Geburten
Drei der vier folgenden Herrscher Luxemburgs wurden auf Schloss Berg geboren:
- Großherzogin Marie-Adelheid (1894–1924; regierte 1912–1919)
- Großherzogin Charlotte (1896–1985; regierte 1919–1964)
- Großherzog Jean (1921–2019; regierte 1964–2000)

Großherzog Henri wurde auf Schloss Betzdorf (Betzdorf), im Osten Luxemburgs, geboren.

## Sonstiges
2008 brachte Luxemburg eine 2-Euro-Gedenkmünze heraus, auf deren Rückseite Schloss Berg und Großherzog Henri abgebildet sind.